# Taty
Taty, pseudonimo di Tatiane Debiasi Croceta (Orléans, 28 marzo 1987), è una giocatrice di calcio a 5 brasiliana, centrale del  Montesilvano e della Nazionale brasiliana femminile di calcio a 5.

## Carriera
Dopo oltre un decennio in Brasile, dove si mette in mostra tanto da conquistare la fascia di capitano della Nazionale brasiliana, pluricampione del mondo (dal 2010 al 2015), fa il suo esordio in Serie A con la maglia della Lazio. L'anno successivo si trasferisce all'Olimpus. Con le biancoblu vince i suoi primi titoli in Italia: lo Scudetto 2016/2017 e la Coppa Italia 2016/2017.
Dopo una parentesi con il Pescara approda alla Salinis con cui, al primo anno, centra lo scudetto. L'anno successivo sfiora la Supercoppa, vinta dal Kick Off, e la Coppa della Divisione persa in finale contro il Montesilvano. L'emergenza Covid priveranno Taty e la Salins, oltre che del prosieguo del campionato e della Coppa Italia, anche della partecipazione all'European Woman's Futsal Tournament. 
Nell'agosto 2020 raggiunge l'accordo con il Città di Falconara, con cui vince subito la Coppa Italia 2021. Nella stessa stagione la squadra raggiunge la finale scudetto, persa contro il Montesilvano. L'anno successivo è quello dello triplete nazionale: in bacheca arrivano Supercoppa italiana a dicembre, Coppa Italia e scudetto in gara-3 il 12 giugno 2022 contro il Pescara (ex Montesilvano).
Il campionato successivo conferma la striscia positiva di vittorie con la conquista della Supercoppa Italiana 2022 nella finale di Genzano contro il Real Statte e, il 22 dicembre, del titolo continentale al termine dell'European Women's Futsal Tournament 2022 segnando anche un gol in finale contro il Benfica. Nell'estate 2023 passa al Montesilvano, con cui, nella stagione 2024-2025, si laurea vicecampione d'Italia arrendendosi in finale Scudetto allo stesso Falconara. Nell'estate 2025 si trasferisce al CMB, dove ritrova il tecnico Massimiliano Neri.

## Palmarès

### Club
- : Scudetto 3

Olimpus Roma: 2016-17
Salinis: 2018-19
Città di Falconara: 2021-22
- Coppa Italia: 3.

Olimpus Roma: 2017-18
Città di Falconara: 2020-2021, 2021-2022
- Supercoppa Italiana: 2

Città di Falconara: 2021, 2022
- European Women's Futsal Tournament: 1

Città di Falconara: 2022

### Nazionale[5]
- Campione del Mondo 2010
- Campione del Mondo 2011
- Campione del Mondo 2012
- Campione del Mondo 2013
- Campione del Mondo 2014
- Campione del Mondo 2015

### Individuali
- MVP della finale di Coppa Italia 2020-2021[6]
- Premio Top5 PMG Sport Futsal come miglior centrale della Serie A 2020-21[7]
- MVP della finale di Supercoppa Italiana 2021
- Premio 5TAR Futsal come miglior centrale della Serie A 2021-22[8]